# Collège Bonsomi
 (octobre 2022).
Si vous disposez d'ouvrages ou d'articles de référence ou si vous connaissez des sites web de qualité traitant du thème abordé ici, merci de compléter l'article en donnant les références utiles à sa vérifiabilité et en les liant à la section « Notes et références ».
Le Collège Bonsomi (appelé Collège Pie XII avant la zaïrianisation) est un établissement d'enseignement secondaire jésuite situé dans la commune de N'djili à Kinshasa, en République Démocratique du Congo. Fondé en 1967 par les Pères jésuites, l'école met l'accent sur la formation spirituelle en plus de ses programmes d'études scientifiques, pédagogiques et commerciales-informatiques. Son nom, "Bonsomi", signifie "liberté" en lingala, reflétant l'importance accordée à l'éducation comme moyen d'émancipation. Ses élèves sont communément appelés bonsomiens et bonsomiennes.

## Fondation
Le Collège Bonsomi fut créé en 1964 par le Père Álvaro Crooke Gorría S.J., qui y arriva comme recteur en 1969. Pendant 11 ans (1969-1980), il présida aux destinées de cette institution, qui ne comprenait à ses débuts que le Cycle d’Orientation (C.O.). Il institua progressivement le cycle complet du secondaire, avec les trois options (Biologie-Chimie, Mathématiques-Physique et Pédagogie Générale).
Le Collège Bonsomi dispense une formation de niveau secondaire. Les études secondaires de niveau inférieur (cycle d’orientation ou CO) comprennent deux années d’étude. À la fin de celles-ci, les étudiants sont orientés vers les études secondaires organisées au sein même du collège ou dans d’autres établissements.
Au niveau secondaire supérieur, le collège dispose de quatre possibilités : la section biochimie, math-physique, pédagogie générale et technique commerciale et informatique. Chacune de ces options est une formation de quatre années d’étude (de la 3ème à la 6ème) sanctionnée par l'epreuve nationale de l'Examen d'État. Toutefois, l’orientation définitive est effective après la deuxième année (4e).
Les sections scientifiques (biochimie et math-physique) disposent chacune d’un laboratoire spécifique pour permettre aux élèves de réaliser des expériences pratiques. Pour sa section pédagogie, le collège organise des formations pratiques dans différentes écoles de la capitale. La section technique commerciale et informatique dispose d'une salle des ordinateurs pour les travaux pratiques. Il faut dire sans risque de se tromper que le Collège Bonsomi demeure l'une de rares écoles encore viables au Congo.
Les anciens (tous membres de droit de la CAB) sont partout dans le monde, dans des domaines très variés après des études universitaires et supérieurs bien réussies.

## Infrastructure
Voici quelques-unes des infrastructures dont dispose l'école :
Bâtiments pédagogiques:
- 30 salles de classe
- 2 laboratoires de sciences équipés (chimie et physique)
- Bibliothèque [3] depuis 2003
- Salles informatiques avec accès à Internet
- Salle polyvalente pour les conférences et les événements

Infrastructures sportives:
- 2 terrains de football
- 2 terrains de basketball
- 1 terrain de volleyball
- vestiaires

Infrastructures culturelles:
- Auditorium pour les spectacles et les concerts
- Salle de théâtre
- Salles de musique
- Ateliers d'arts plastiques

Autres infrastructures:
- Buvette
- Chapelle
- Infirmerie
- Espaces verts

L'école met également à disposition de ses élèves des infrastructures parascolaires, telles que des clubs, des associations et des groupes scouts.

## Activités parascolaires
Le Collège Bonsomi dispose d'un programme parascolaire bien développé géré et animé par les élèves en collaboration avec certains membres du personnel. L'école possède une infrastructure culturelle et sportive impressionnante qu'elle met à disposition des élèves et populations environnantes. L'animation du parascolaire est très développée.
Parmi les activités parascolaires proposées, on peut citer :
- Sport: football, basketball, volleyball, tennis, etc.
- Culture: théâtre, musique, danse, peinture, poterie, etc.
- Clubs: génies en herbe, débat, échecs, Scrabble, etc.
- Scoutisme: Le Collège Bonsomi a un groupe scout très actif qui participe à des camps et à des activités de service communautaire.
- Catéchèse

L'école encourage vivement ses élèves à participer à des activités parascolaires, car elles permettent de développer leurs compétences sociales, leur créativité et leur esprit d'équipe.

### Génies en herbe
Le Collège Bonsomi est renommé pour son équipe de génies en herbe qui participe régulièrement dans des tournois au niveau régional. Il a à ce jour remporté 2 fois le tournoi de la RTNC (1990 et 2009), 2 fois le tournoi Intellect Quiz à Kinshasa (2022 et 2024) et aussi participé au tournoi Senghor(finaliste en 2019).
En 1990, l'équipe de génies en herbe s'illustre sur le plan international en devenant co-champion du Concours International de Génies en herbe à Bruxelles.

### RevueBwǎto
Bwǎto (bateau ou pirogue en lingala), est le nom de la revue trimestrielle du collège. L'équipe de rédaction du magazine choisi des articles soumis par les élèves tout au long du trimestre.
Il a été annoncé en 2024 la création d'une revue Bonsomi mon école comme espace d'expression destiné aux élèves des classes terminales.

## Alumni
Les alumnis du collège sont organisés en une Communauté des Anciens de Bonsomi (CAB). Il existe aussi plusieurs sous-communautés d'anciens élèves du Collège Bonsomi en RDC mais aussi à l'international.
La CAB conduit souvent des collectes de fonds pour soutenir le collège par des actions sociales comme des achats de livres ou équipements, l'amélioration des infrastructures scolaires, le soutien aux membres de la communauté et au personnel de l'école, bourses d'études aux élèves, etc.